# Йохан IV фон Зайн-Витгенщайн
Йохан IV фон Зайн-Витгенщайн (на немски: Johann IV von Sayn-Wittgenstein; * ок. 1385; † 1436) от рода Сайн-Витгенщайн е граф на Зайн и Витгенщайн, господар в Хомбург и Фалендар.

## Произход и наследство
Той е син на граф Салентин II фон Зайн (* ок. 1314; † 1392), господар на Хомбург, и първата му съпруга Аделхайд фон Витгеншайн († 1357/1362), дъщеря на граф Зигфрид III фон Витгенщайн († 1359) и Маргарета фон Шьонекен († 1361). Майка му е сестра и наследничка на граф Вернер IV фон Витгенщайн († 1359). Внук е на граф Готфрид II фон Зайн в Хомбург († 1354).
Чрез наследяване на графство Витгенщайн от 1361 г. фамилията се нарича Сайн-Витгенщайн.

## Фамилия
Йохан IV се жени пр. 27 юли 1386 г. за Катарина фон Золмс (* ок. 1390; † сл. 2 септември 1415), дъщеря на граф Йохан IV фон Бургзолмс († 1402) и Елизабет фон Золмс († 1386), дъщеря на граф Бернхард I фон Золмс-Браунфелс. Те имат децата:
- Йохан († 1412), каноник в Кьолн
- Георг I фон Зайн-Витгенщайн († 1472), женен на 1 март 1436 г. за графиня Елизабет фон Марк (ок. 1400 – сл. 1474/1479)
- Вернер фон Зайн (ок. 1424 – 1472), каноник в Трир и Кьолн
- Готфрид фон Зайн (ок. 1422 – 1461), деан на Кьолн
- Елизабет фон Зайн († сл. 1440), омъжена на 3 ноември 1431 г. за Дитрих фон Линеп-Хелпенщайн († 1446)
- Ирмгард фон Зайн († сл. 14 октомври 1458), омъжена за Хайнрих III фон Виш, сенешал на Цутфен († 10 януари 1448), син на Хайнрих II фон Виш († 1387/1391) и Елизабет II фон Бронкхорст († 1381)
- Елизабет фон Зайн, монахиня в Кьолн.